# SC 1910 Halberstadt
SC 1910 Halberstadt was een Duitse voetbalclub uit Halberstadt, Saksen-Anhalt.

## Geschiedenis
De club werd opgericht in 1910 en speelde vanaf 1912/13 voor het eerst in de hoogste klasse van Harz, een competitie van de Midden-Duitse voetbalbond. De club verloor dat jaar alle zes de competitiewedstrijden. Ook de volgende jaren had de club weinig succes en na 1915 trokken ze zich terug uit de competitie tot na de Eerste Wereldoorlog. Na 1919 werd de competitie van Harz geïntegreerd in de grotere Kreisliga Elbe, als tweede klasse. Na vier jaar werd deze beslissing teruggedraaid en werd de competitie van Harz terug opgewaardeerd, maar de club mocht wel niet in de eerste klasse aantreden. In 1925 kon de club promoveren. De club streed elk jaar tegen degradatie tot ze drie strijd verloor in 1930. Na één seizoen keerde de club terug en werd dan zesde op negen clubs. Ook in 1933 werd de club zesde. In 1933 werd de competitie geherstructureerd. De Midden-Duitse bond werd ontbonden en de vele competities werden vervangen door de Gauliga Mitte en Gauliga Sachsen. De clubs uit Harz werden te licht bevonden voor de Gauliga en ook voor de Bezirksklasse Magdeburg-Anhalt, die nu de tweede klasse werd, plaatsten zich slechts twee clubs waardoor de club verder ging in de 1. Kreisklasse. De club slaagde er niet meer in te promoveren. 
Na de Tweede Wereldoorlog werden alle Duitse voetbalclubs ontbonden. In tegenstelling tot West-Duitse clubs mochten de Oost-Duitse clubs niet meer heropgericht worden. Ook na de Duitse hereniging werd de club niet meer heropgericht. 